# Силаков, Виктор Алексеевич
Виктор Алексеевич Силаков (18 августа 1926 — 21 сентября 2018) — советский военачальник, генерал-полковник (1987), начальник Политуправления Войск противовоздушной обороны СССР (1987—1989). Депутат Верховного Совета УССР 10-го созыва (с 1981 года). Кандидат в члены ЦК КПУ в 1981—1986 гг.

## Биография
С 40-х годов служил в Советской армии. Участник Великой Отечественной войны.
Член ВКП(б) с 1946 года.
Окончил Военно-политическую академию имени Ленина.
Долгое время был на военно-политической работе. Был 1-м заместителем начальника политотдела 4-й общевойсковой Краснознаменной армии Закавказского военного округа.
До мая 1980 г. — 1-й заместитель начальника Политического управления Краснознаменного Прикарпатского военного округа.
В мае 1980 — 1983 г. — член Военного Совета — начальник Политического управления Краснознаменного Прикарпатского военного округа.
В июне 1985 — июле 1987 г. — член Военного Совета — начальник Политического управления Краснознаменного Дальневосточного военного округа.
В июле 1987 — декабре 1989 г. — член Военного Совета — начальник Политического управления Войск противовоздушной обороны (ПВО) СССР.
Затем — в отставке.	Скончался 21 сентября 2018 года. Похоронен на Федеральном  военном  мемориальном  кладбище.

## Звания
- генерал-майор (25.04.1975)
- генерал-лейтенант (01.11.1980)
- генерал-полковник (29.10.1987)

## Награды
- ордена
- медали